# Saint-Pourçain-sur-Besbre
Saint-Pourçain-sur-Besbre é uma comuna francesa na região administrativa de Auvérnia-Ródano-Alpes, no departamento Allier. Estende-se por uma área de 32,54 km². Em 2010 a comuna tinha 408 habitantes (densidade: 12,5 hab./km²).